# Деллингсгаузен, Иван Фёдорович
Барон Иван Фёдорович Деллингсгаузен (нем. Johann Eduard Freiherr von Dellingshausen; 1795—1845) — русский военачальник, генерал-адъютант (06.10.1831) и генерал-лейтенант (18.04.1837), участник Наполеоновских войн, русско-турецкой войны 1828-1829 гг. и Польского похода 1831 года.

## Биография
Происходил из дворян Эстляндской губернии, родился в 1794 году.
В 1810 году вступил на службу колонновожатым в Свиту Его Величества по квартирмейстерской части. В прапорщики был произведён в 1811 году.
Во время Отечественной войны 1812 года состоял при князе Багратионе и участвовал в сражениях при Могилёве и под Смоленском, а затем при Бородине (за что награждён чином подпоручика) и в других сражениях этой кампании. В кампанию 1813 г. Иван Фёдорович был в боях при Лютцене, Бауцене, Дрездене, Пирне, Кульме и в генеральном сражении под Лейпцигом, где особенно отличился и получил в награду золотую шпагу с надписью «За храбрость». В том же году произведён в поручики. Участвовал во многих сражениях кампании 1814 г. и за отличие при Бар-сюр-Об получил штабс-капитанский чин.
В 1816 г. барон Деллингсгаузен был переведён на службу в гвардейский Генеральный штаб и в 1818 г. произведён в капитаны. В 1821 г. переведён в лейб-гвардии Измайловский полк, с назначением в адъютанты к его императорскому высочеству великому князю Николаю Павловичу. В том же году произведён в полковники, а 14 декабря 1825 г. назначен флигель-адъютантом к императору Николаю I. 17 августа 1828 г. произведён в генерал-майоры с оставлением в Свите Его Величества, а затем назначен был начальником штаба 7-го пехотного корпуса.
В русско-турецкую войну 1828—1829 гг. Иван Фёдорович принял деятельное участие в военных действиях, причём 7 июля, при преследовании разбитого турецкого отряда близ местечка Малые Праводы, отбил турецкий обоз и взял в плен много турок, вскоре после чего назначен был начальником штаба в отряде генерал-лейтенанта К.Х. Бенкендорфа, а вслед за тем — отрядным командиром и главным начальником прикрытия наших военных сообщений, которые и оберегал очень удачно. При наступлении войск генерал-лейтенанта И. О. Сухозанета против корпуса Омера-Врионе-паши, генерал Деллингсгаузен командовал авангардом, причём, 15 сентября 1828 г., взял приступом укреплённый турецкий лагерь при м. Гаджи-Асатларе, за что и удостоился получить золотую, алмазами украшенную, шпагу с надписью «За храбрость». Затем, по соединении корпуса принца Евгения Виртембергского с отрядом генерал-лейтенанта Сухозанета, Иван Фёдорович командовал общим авангардом этих соединённых сил и 17 сентября взял штурмом передовые укрепления укреплённого лагеря Омера-Врионе-паши, а вечером искусно прикрыл отступление наших войск. 3 октября того же года на долю Ивана Фёдоровича выпало счастье разбить турецкий арьергард при реке Камчике и овладеть тет-де-поном, за что молодой генерал получил 11 января 1829 г. орден Святого Георгия 4-го класса за № 4257. В кампанию 1829 г. принимал участие в бою при Эски-Арнаутларе, в сражении под Кулевчей и в делах под Шумлою, причём 30 и 31 мая овладел передовыми укреплениями этой крепости.
В польско-русскую войну 1831 года Деллингсгаузен сначала был в отряде генерал-лейтенанта барона К. А. Крейца, причём, командуя летучим отрядом, 5 февраля занял г. Радом, где уничтожил польские склады боевых припасов. За это барон был награждён орденом Святой Анны 1-й степени. 27 февраля Иван Фёдорович, командуя колонною спешенных драгун, лично повёл её на штурм Люблинских укреплений и взял приступом г. Люблин, причём, был ранен в правую ногу. За это барон был награждён императорской короной к ордену Святой Анны 1-й степени. 16 апреля Деллингсгаузен, за отличия, оказанные при уничтожении польского корпуса, получил 16 апреля 1831 г. орден Святого Георгия 3-го класса за № 425
воздаяние отличнаго мужества и храбрости, оказанных при поражении корпуса мятежных войск, под командою генерала Серавскаго, 4, 5 и 6 апреля при Вронове и Казимерже
27 и 28, в делах при Камионке и Любартове, Иван Фёдорович отличался снова, освободив удачною атакою окружённый Хржановским отряд генерал-майор К. К. Фези. Вскоре за тем барон был назначен начальником штаба 2-го пехотного корпуса, в г. Седлец, откуда был командирован в Литву для исполнения той же должности при находящихся там войсках. Здесь, по приказанию главнокомандующего резервною армией, барон назначен был авангардным начальником всех сил, действовавших против отрядов Гелгуда и Хлаповского, причём неоднократно отличился и, в конце концов, принудил корпус Гелгуда отступить, с большим уроном, в Пруссию. По окончании дел в Литве, Деллингсгаузен присоединился к главной армии, вместе с которой участвовал в штурме передовых Варшавских укреплений и городового вала; при этом от взрыва порохового погреба Деллигсгаузен был сильно контужен камнем в правую ногу.

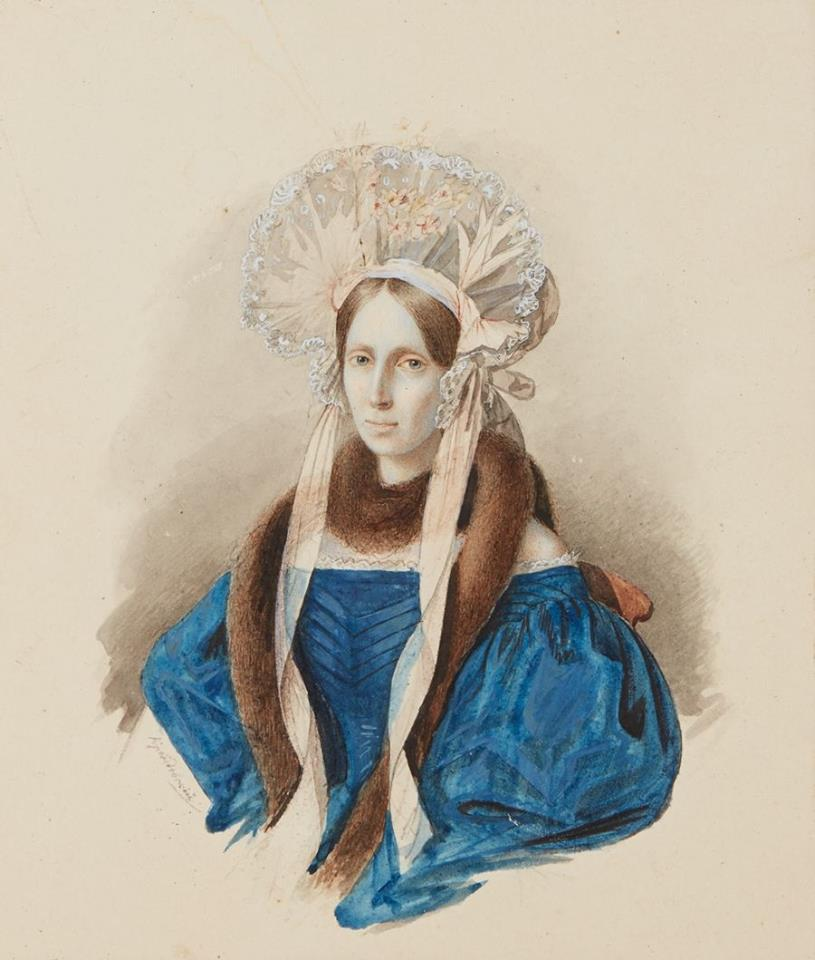
Портрет баронессы Анны Матвеевны Деллинсгаузен работы Евграфа Крендовского 1840-е гг.

За отличия, оказанные при штурме Варшавы, барон удостоен был ордена Святого Владимира 2-й степени и, кроме того, за все вообще отличия в войну 1831 года получил Высочайшее благоволение, объявленное в приказе 2 октября. 6 октября Иван Фёдорович пожалован был в генерал-адъютанты к Его Императорскому Величеству. В конце того же года барон был уволен от должности начальника штаба 2-го пехотного корпуса. 6 декабря 1833 г. Иван Фёдорович получил в начальствование 17-ю пехотную дивизию, с оставлением в прежнем звании. 18 апреля 1837 г. он был произведён в генерал-лейтенанты.
Указом Правительствующего Сената от 15 июня 1837 г., Деллингсгаузен был назначен членом Временного совета для управления департаментом государственных имуществ, а в 1838 г. Высочайшим приказом — директором 5-го департамента министерства государственных имуществ, с оставлением в прежнем звании. 27 ноября 1841 года, Иван Фёдорович, согласно с просьбой своей, получил увольнение от службы с мундиром и с пенсионом оклада двух третей жалованья.
Барон И. Ф. Деллингсгаузен был женат на дочери графа М. И. Ламздорфа — Анне (1798—1876).
Умер в 6 ноября 1845 г. В «Русском биографическом словаре» Половцова датой смерти указан 1810 год, но это явная опечатка.

## Награды
- Орден Святой Анны 4-й степени (1813)
- Золотая шпага с надписью «За храбрость» (22.01.1814)
- Орден Святой Анны 2-й степени (29.01.1815)
- Орден Святого Владимира 3-й степени (03.04.1825)
- Алмазные знаки к ордену Святой Анны 2-й степени (01.06.1825)
- Золотая шпага с надписью "За храбрость", украшенная алмазами (06.11.1828)
- Орден Святого Георгия 4-й степени (11.01.1829)
- Орден Святой Анны 1-й степени (09.03.1831)
- Орден Святого Георгия 3-й степени (16.04.1831)
- Императорская корона к ордену Святой Анны 1-й степени (13.09.1831)
- Орден Святого Владимира 2-й степени (18.10.1831)
- Знак отличия за военное достоинство 2-й степени (1832)
- Орден Белого орла (18.05.1839)

Иностранные:
- Прусский орден Pour le Merite (1814)